# Spice Girls/Auszeichnungen für Musikverkäufe

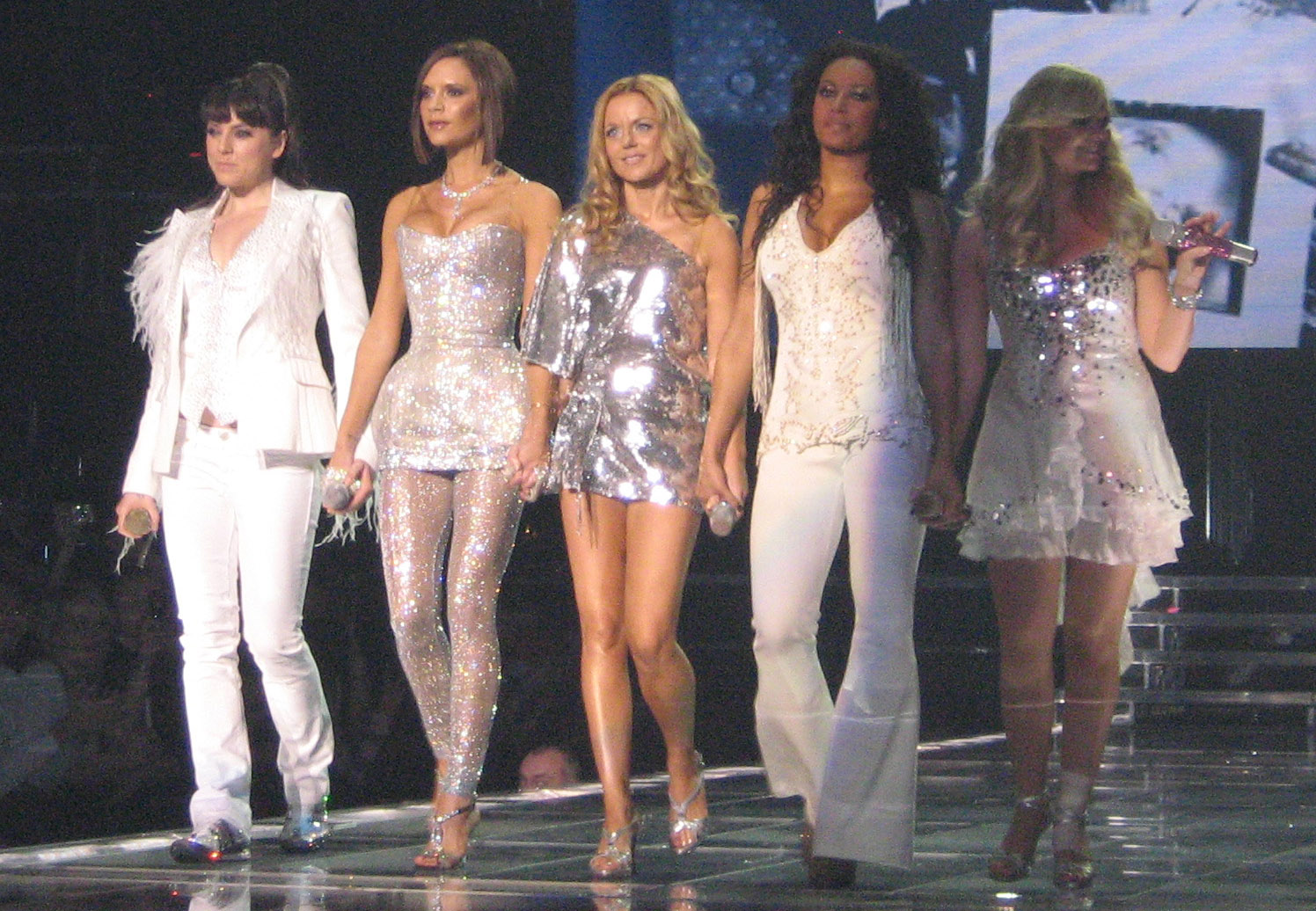
Spice Girls (2007)

Dies ist eine Übersicht über die Auszeichnungen für Musikverkäufe der britischen Pop-Girlgroup Spice Girls. Die Auszeichnungen finden sich nach ihrer Art (Gold, Platin usw.), nach Staaten getrennt in chronologischer Reihenfolge, geordnet sowie nach den Tonträgern selbst, ebenfalls in chronologischer Reihenfolge, getrennt nach Medium (Alben, Singles usw.), wieder.

## Auszeichnungen
| - Frankreich - 1997: für die Single Mama / Who Do You Think You Are - 1998: für die Single Too Much - 1998: für die Single Stop - 1998: für die Single Viva Forever - Vereinigtes Königreich - 2000: für die Single Holler / Let Love Lead the Way - Australien - 1997: für die Single Say You’ll Be There - 1998: für die Single Stop - 1998: für die Single Too Much - 2000: für das Album Forever - Belgien - 1996: für die Single Wannabe - 1997: für die Single Say You’ll Be There - 1997: für die Single 2 Become 1 - 1997: für die Single Mama / Who Do You Think You Are - 1998: für die Single Viva Forever - 1998: für die Single Stop - 2000: für das Album Forever - Brasilien - 2000: für das Album Forever - 2007: für das Album Greatest Hits - Dänemark - 2018: für die Single Wannabe - 2020: für das Album Greatest Hits - Deutschland - 1997: für die Single Mama / Who Do You Think You Are - 1998: für die Single Viva Forever - 2000: für das Album Forever - Frankreich - 1996: für die Single Say You’ll Be There - 1997: für die Single Spice Up Your Life - 1997: für die Single 2 Become 1 - 2000: für das Album Forever - Island - 1997: für das Album Spice - Japan - 1996: für die Single Wannabe - 2011: für die Single Wannabe (Mobile Downloads) - Kanada - 2008: für das Album Greatest Hits - Mexiko - 1999: für das Album Spiceworld - Neuseeland - 1997: für die Single Mama / Who Do You Think You Are - 1997: für die Single 2 Become 1 - 1998: für die Single Too Much - 2000: für das Album Forever - 2001: für die Single Holler / Let Love Lead the Way - 2007: für das Album Greatest Hits - Niederlande - 1996: für die Single Wannabe - 1997: für die Single Spice Up Your Life - 1997: für die Single Mama / Who Do You Think You Are - 2000: für das Album Forever - Norwegen - 1996: für die Single Say You’ll Be There - 1997: für die Single 2 Become 1 - Österreich - 2000: für das Album Forever - Schweden - 1996: für die Single Wannabe - 1997: für die Single Mama / Who Do You Think You Are - 1998: für die Single Goodbye - 1998: für die Single Viva Forever - Schweiz - 1996: für die Single Wannabe - 1998: für die Single Viva Forever - Ungarn - 1997: für das Album Spice - Vereinigte Staaten - 1996: für die Single Say You’ll Be There - 1997: für die Single 2 Become 1 - 1998: für die Single Spice Up Your Life - 1999: für die Single Goodbye | - Argentinien - 1997: für das Album Spice - Australien - 1997: für die Single 2 Become 1 - 1997: für die Single Spice Up Your Life - 1998: für die Single Viva Forever - 1999: für die Single Goodbye - 2000: für die Single Holler / Let Love Lead the Way - 2007: für das Album Greatest Hits - Belgien - 1997: für die Single Spice Up Your Life - Brasilien - 1997: für das Album Spiceworld - Deutschland - 1997: für das Album Spiceworld - 2019: für die Single Wannabe - Finnland - 1997: für das Album Spice - Hongkong - 1997: für das Album Spiceworld - Indien - 1997: für das Album Spice - Indonesien - 1997: für das Album Spice - Irland - 2007: für das Album Greatest Hits - Israel - 1997: für das Album Spice - Italien - 2019: für die Single Wannabe - Kolumbien - 1997: für das Album Spice - Mexiko - 1997: für das Album Spice - Neuseeland - 1997: für die Single Say You’ll Be There - 1997: für die Single Spice Up Your Life - 1998: für die Single Viva Forever - 1999: für die Single Goodbye - Niederlande - 1997: für das Album Spiceworld - Norwegen - 1996: für die Single Wannabe - 1997: für das Album Spiceworld - Österreich - 1997: für das Album Spice - 1998: für das Album Spiceworld - Schweden - 1997: für die Single Spice Up Your Life - Schweiz - 2000: für das Album Forever - Spanien - 2000: für das Album Forever - 2024: für die Single Wannabe - Südafrika - 1997: für das Album Spice - Tschechien - 1997: für das Album Spice - Türkei - 1997: für das Album Spice - Venezuela - 1997: für das Album Spice - Vereinigte Staaten - 1997: für die Single Wannabe - 1999: für das Videoalbum Girl Power: Live in Istanbul - 1999: für das Videoalbum Live at Wembley - Vereinigtes Königreich - 1997: für die Single Mama / Who Do You Think You Are - 1998: für die Single Too Much - 1998: für die Single Goodbye - 1998: für die Single Viva Forever - 2008: für das Album Forever - 2013: für das Videoalbum Live at Wembley Stadium - 2020: für die Single Stop - Deutschland - 1997: für das Album Spice | - Australien - 1996: für die Single Wannabe - Belgien - 1998: für das Album Spiceworld - Brasilien - 1998: für das Album Spice - Chile - 1997: für das Album Spice - Finnland - 1998: für das Album Spiceworld - Frankreich - 1998: für das Album Spiceworld - Hongkong - 1997: für das Album Spice - Japan - 1999: für das Album Spiceworld - Kanada - 1999: für die Single Goodbye - 2000: für das Album Forever - Norwegen - 1997: für das Album Spice - Polen - 1997: für das Album Spice - 1998: für das Album Spiceworld - Portugal - 1997: für das Album Spice - Schweden - 1997: für das Album Spice - 1998: für das Album Spiceworld - Schweiz - 1997: für das Album Spice - 1997: für das Album Spiceworld - Spanien - 1998: für das Album Spiceworld - Südkorea - 1997: für das Album Spice - Vereinigtes Königreich - 2018: für die Single 2 Become 1 - 2019: für das Album Greatest Hits - 2022: für die Single Spice Up Your Life - 2023: für die Single Say You’ll Be There - Belgien - 1997: für das Album Spice - Malaysia - 1997: für das Album Spice - Neuseeland - 2024: für die Single Wannabe - Niederlande - 1997: für das Album Spice - Japan - 1997: für das Album Spice - Philippinen - 1997: für das Album Spice - Singapur - 1997: für das Album Spice - Taiwan - 1997: für das Album Spice - Thailand - 1997: für das Album Spice - Vereinigte Staaten - 1999: für das Album Spiceworld - Vereinigtes Königreich - 2023: für die Single Wannabe - Europa - 1998: für das Album Spiceworld - Italien - 1997: für das Album Spice - Vereinigtes Königreich - 1997: für das Album Spiceworld - 2015: für das Videoalbum Girl Power! Live in Istanbul – Plus Girls Talk! The Story So Far… - Australien - 1998: für das Album Spice - 1998: für das Album Spiceworld - Dänemark - 2018: für das Album Spice - Neuseeland - 1999: für das Album Spiceworld - Vereinigte Staaten - 1998: für das Album Spice - Europa - 1997: für das Album Spice - Kanada - 1998: für das Videoalbum Spice: Official Video Volume 1 - Irland - 1997: für das Album Spice - Neuseeland - 1998: für das Album Spice - Spanien - 1997: für das Album Spice - Vereinigtes Königreich - 1997: für das Album Spice - Vereinigtes Königreich - 2013: für das Videoalbum One Hour of Girl Power – The Official Video Vol. 1 - Frankreich - 1996: für die Single Wannabe - 1998: für das Album Spice - 1998: für das Videoalbum Girls Talk - Kanada - 1998: für das Album Spice - 1998: für das Album Spiceworld |

## Auszeichnungen nach Alben

### Spice
| Land/Region                  | Auszeichnungen für Musikverkäufe (Land/Region, Auszeichnung, Verkäufe) | Verkäufe    |
| ---------------------------- | ---------------------------------------------------------------------- | ----------- |
| Argentinien (CAPIF)          | Platin                                                                 | 60.000      |
| Australien (ARIA)            | 6× Platin                                                              | 420.000     |
| Belgien (BRMA)               | 3× Platin                                                              | (150.000)   |
| Brasilien (PMB)              | 2× Platin                                                              | 500.000     |
| Chile (IFPI)                 | 2× Platin                                                              | 50.000      |
| Dänemark (IFPI)              | 6× Platin                                                              | (120.000)   |
| Deutschland (BVMI)           | 3× Gold                                                                | (750.000)   |
| Europa (IFPI)                | 8× Platin                                                              | 8.000.000   |
| Finnland (IFPI)              | Platin                                                                 | (76.375)    |
| Frankreich (SNEP)            | Diamant                                                                | (1.000.000) |
| Hongkong (IFPI/HKRIA)        | 2× Platin                                                              | 40.000      |
| Indien (IMI)                 | Platin                                                                 | 50.000      |
| Indonesien (ASIRI)           | Platin                                                                 | 50.000      |
| Irland (IRMA)                | 9× Platin                                                              | (135.000)   |
| Island (IFPI)                | Gold                                                                   | (5.000)     |
| Israel (IFPI)                | Platin                                                                 | 40.000      |
| Italien (FIMI)               | 5× Platin                                                              | (500.000)   |
| Japan (RIAJ)                 | 4× Platin                                                              | 800.000     |
| Kanada (MC)                  | Diamant                                                                | 1.000.000   |
| Kolumbien (ASINCOL)          | Platin                                                                 | 50.000      |
| Malaysia (RIM)               | 3× Platin                                                              | 150.000     |
| Mexiko (AMPROFON)            | Platin                                                                 | 250.000     |
| Neuseeland (RMNZ)            | 9× Platin                                                              | 135.000     |
| Niederlande (NVPI)           | 3× Platin                                                              | (300.000)   |
| Norwegen (IFPI)              | 2× Platin                                                              | (100.000)   |
| Österreich (IFPI)            | Platin                                                                 | (50.000)    |
| Philippinen (PARI)           | 4× Platin                                                              | 160.000     |
| Polen (ZPAV)                 | 2× Platin                                                              | (200.000)   |
| Portugal (AFP)               | 2× Platin                                                              | (80.000)    |
| Schweden (IFPI)              | 2× Platin                                                              | (160.000)   |
| Schweiz (IFPI)               | 2× Platin                                                              | (100.000)   |
| Singapur (RIAS)              | 4× Platin                                                              | 60.000      |
| Spanien (Promusicae)         | 10× Platin                                                             | (1.000.000) |
| Südafrika (RISA)             | Platin                                                                 | 50.000      |
| Südkorea (KMCA)              | 2× Platin                                                              | 60.000      |
| Taiwan (RIT)                 | 4× Platin                                                              | 200.000     |
| Thailand (TECA)              | 4× Platin                                                              | 200.000     |
| Tschechien (IFPI)            | Platin                                                                 | (50.000)    |
| Türkei (Mü-YAP)              | Platin                                                                 | (40.000)    |
| Ungarn (MAHASZ)              | Gold                                                                   | (50.000)    |
| Venezuela (APFV)             | Platin                                                                 | 20.000      |
| Vereinigte Staaten (RIAA)    | 7× Platin                                                              | 7.000.000   |
| Vereinigtes Königreich (BPI) | 10× Platin                                                             | (2.980.000) |
| Insgesamt                    | 3× Gold · 130× Platin · 2× Diamant ·                                   | 19.345.000  |

### Spiceworld
| Land/Region                  | Auszeichnungen für Musikverkäufe (Land/Region, Auszeichnung, Verkäufe) | Verkäufe    |
| ---------------------------- | ---------------------------------------------------------------------- | ----------- |
| Australien (ARIA)            | 6× Platin                                                              | 420.000     |
| Belgien (BRMA)               | 2× Platin                                                              | (100.000)   |
| Brasilien (PMB)              | Platin                                                                 | 250.000     |
| Deutschland (BVMI)           | Platin                                                                 | (500.000)   |
| Europa (IFPI)                | 5× Platin                                                              | 5.000.000   |
| Finnland (IFPI)              | 2× Platin                                                              | (92.178)    |
| Frankreich (SNEP)            | 2× Platin                                                              | (600.000)   |
| Hongkong (IFPI/HKRIA)        | Platin                                                                 | 20.000      |
| Japan (RIAJ)                 | 2× Platin                                                              | 400.000     |
| Kanada (MC)                  | Diamant                                                                | 1.000.000   |
| Mexiko (AMPROFON)            | Gold                                                                   | 100.000     |
| Neuseeland (RMNZ)            | 6× Platin                                                              | 90.000      |
| Niederlande (NVPI)           | Platin                                                                 | (100.000)   |
| Norwegen (IFPI)              | Platin                                                                 | (50.000)    |
| Österreich (IFPI)            | Platin                                                                 | (50.000)    |
| Polen (ZPAV)                 | 2× Platin                                                              | (200.000)   |
| Schweden (IFPI)              | 2× Platin                                                              | (160.000)   |
| Schweiz (IFPI)               | 2× Platin                                                              | (100.000)   |
| Spanien (Promusicae)         | 2× Platin                                                              | (200.000)   |
| Vereinigte Staaten (RIAA)    | 4× Platin                                                              | 4.000.000   |
| Vereinigtes Königreich (BPI) | 5× Platin                                                              | (1.600.000) |
| Insgesamt                    | 1× Gold · 48× Platin · 1× Diamant ·                                    | 10.280.000  |

### Forever
| Land/Region                  | Auszeichnungen für Musikverkäufe (Land/Region, Auszeichnung, Verkäufe) | Verkäufe  |
| ---------------------------- | ---------------------------------------------------------------------- | --------- |
| Australien (ARIA)            | Gold                                                                   | 35.000    |
| Belgien (BRMA)               | Gold                                                                   | 25.000    |
| Brasilien (PMB)              | Gold                                                                   | 100.000   |
| Deutschland (BVMI)           | Gold                                                                   | 150.000   |
| Finnland (IFPI)              | —                                                                      | 10.029    |
| Frankreich (SNEP)            | Gold                                                                   | 100.000   |
| Kanada (MC)                  | 2× Platin                                                              | 200.000   |
| Neuseeland (RMNZ)            | Gold                                                                   | 7.500     |
| Niederlande (NVPI)           | Gold                                                                   | 40.000    |
| Österreich (IFPI)            | Gold                                                                   | 25.000    |
| Schweiz (IFPI)               | Platin                                                                 | 50.000    |
| Spanien (Promusicae)         | Platin                                                                 | 100.000   |
| Vereinigtes Königreich (BPI) | Platin                                                                 | 300.000   |
| Insgesamt                    | 8× Gold · 5× Platin ·                                                  | 1.142.529 |

### Greatest Hits
| Land/Region                  | Auszeichnungen für Musikverkäufe (Land/Region, Auszeichnung, Verkäufe) | Verkäufe |
| ---------------------------- | ---------------------------------------------------------------------- | -------- |
| Australien (ARIA)            | Platin                                                                 | 70.000   |
| Brasilien (PMB)              | Gold                                                                   | 30.000   |
| Dänemark (IFPI)              | Gold                                                                   | 10.000   |
| Irland (IRMA)                | Platin                                                                 | 15.000   |
| Kanada (MC)                  | Gold                                                                   | 50.000   |
| Neuseeland (RMNZ)            | Gold                                                                   | 7.500    |
| Vereinigtes Königreich (BPI) | 2× Platin                                                              | 600.000  |
| Insgesamt                    | 4× Gold · 4× Platin ·                                                  | 782.500  |

## Auszeichnungen nach Singles

### Wannabe
| Land/Region                  | Auszeichnungen für Musikverkäufe (Land/Region, Auszeichnung, Verkäufe) | Verkäufe  |
| ---------------------------- | ---------------------------------------------------------------------- | --------- |
| Australien (ARIA)            | 2× Platin                                                              | 140.000   |
| Belgien (BRMA)               | Gold                                                                   | 25.000    |
| Dänemark (IFPI)              | Gold                                                                   | 45.000    |
| Deutschland (BVMI)           | Platin                                                                 | 600.000   |
| Frankreich (SNEP)            | Diamant                                                                | 750.000   |
| Italien (FIMI)               | Platin                                                                 | 50.000    |
| Japan (RIAJ)                 | Gold · + Gold (Mobile Downloads)                                       | 150.000   |
| Neuseeland (RMNZ)            | 3× Platin                                                              | 90.000    |
| Niederlande (NVPI)           | Gold                                                                   | 50.000    |
| Norwegen (IFPI)              | Platin                                                                 | 20.000    |
| Schweden (IFPI)              | Gold                                                                   | 15.000    |
| Schweiz (IFPI)               | Gold                                                                   | 25.000    |
| Spanien (Promusicae)         | Platin                                                                 | 60.000    |
| Vereinigte Staaten (RIAA)    | Platin                                                                 | 1.000.000 |
| Vereinigtes Königreich (BPI) | 4× Platin                                                              | 2.400.000 |
| Insgesamt                    | 7× Gold · 14× Platin · 1× Diamant ·                                    | 5.420.000 |

### Say You’ll Be There
| Land/Region                  | Auszeichnungen für Musikverkäufe (Land/Region, Auszeichnung, Verkäufe) | Verkäufe  |
| ---------------------------- | ---------------------------------------------------------------------- | --------- |
| Australien (ARIA)            | Gold                                                                   | 35.000    |
| Belgien (BRMA)               | Gold                                                                   | 25.000    |
| Frankreich (SNEP)            | Gold                                                                   | 250.000   |
| Neuseeland (RMNZ)            | Platin                                                                 | 10.000    |
| Norwegen (IFPI)              | Gold                                                                   | 10.000    |
| Vereinigte Staaten (RIAA)    | Gold                                                                   | 500.000   |
| Vereinigtes Königreich (BPI) | 2× Platin                                                              | 1.200.000 |
| Insgesamt                    | 5× Gold · 3× Platin ·                                                  | 2.030.000 |

### 2 Become 1
| Land/Region                  | Auszeichnungen für Musikverkäufe (Land/Region, Auszeichnung, Verkäufe) | Verkäufe  |
| ---------------------------- | ---------------------------------------------------------------------- | --------- |
| Australien (ARIA)            | Platin                                                                 | 70.000    |
| Belgien (BRMA)               | Gold                                                                   | 25.000    |
| Frankreich (SNEP)            | Gold                                                                   | 250.000   |
| Neuseeland (RMNZ)            | Gold                                                                   | 5.000     |
| Norwegen (IFPI)              | Gold                                                                   | 10.000    |
| Vereinigte Staaten (RIAA)    | Gold                                                                   | 500.000   |
| Vereinigtes Königreich (BPI) | 2× Platin                                                              | 1.250.000 |
| Insgesamt                    | 5× Gold · 3× Platin ·                                                  | 2.110.000 |

### Mama/Who Do You Think You Are
| Land/Region                  | Auszeichnungen für Musikverkäufe (Land/Region, Auszeichnung, Verkäufe) | Verkäufe  |
| ---------------------------- | ---------------------------------------------------------------------- | --------- |
| Belgien (BRMA)               | Gold                                                                   | 25.000    |
| Deutschland (BVMI)           | Gold                                                                   | 250.000   |
| Frankreich (SNEP)            | Silber                                                                 | 125.000   |
| Neuseeland (RMNZ)            | Gold                                                                   | 5.000     |
| Niederlande (NVPI)           | Gold                                                                   | 50.000    |
| Schweden (IFPI)              | Gold                                                                   | 15.000    |
| Vereinigtes Königreich (BPI) | Platin                                                                 | 786.000   |
| Insgesamt                    | 1× Silber · 5× Gold · 1× Platin ·                                      | 1.256.000 |

### Spice Up Your Life
| Land/Region                  | Auszeichnungen für Musikverkäufe (Land/Region, Auszeichnung, Verkäufe) | Verkäufe  |
| ---------------------------- | ---------------------------------------------------------------------- | --------- |
| Australien (ARIA)            | Platin                                                                 | 70.000    |
| Belgien (BRMA)               | Platin                                                                 | 50.000    |
| Frankreich (SNEP)            | Gold                                                                   | 250.000   |
| Neuseeland (RMNZ)            | Platin                                                                 | 10.000    |
| Niederlande (NVPI)           | Gold                                                                   | 50.000    |
| Schweden (IFPI)              | Platin                                                                 | 30.000    |
| Vereinigte Staaten (RIAA)    | Gold                                                                   | 500.000   |
| Vereinigtes Königreich (BPI) | 2× Platin                                                              | 1.200.000 |
| Insgesamt                    | 3× Gold · 6× Platin ·                                                  | 2.160.000 |

### Too Much
| Land/Region                  | Auszeichnungen für Musikverkäufe (Land/Region, Auszeichnung, Verkäufe) | Verkäufe |
| ---------------------------- | ---------------------------------------------------------------------- | -------- |
| Australien (ARIA)            | Gold                                                                   | 35.000   |
| Frankreich (SNEP)            | Silber                                                                 | 125.000  |
| Neuseeland (RMNZ)            | Gold                                                                   | 5.000    |
| Vereinigtes Königreich (BPI) | Platin                                                                 | 600.000  |
| Insgesamt                    | 1× Silber · 2× Gold · 1× Platin ·                                      | 765.000  |

### Stop
| Land/Region                  | Auszeichnungen für Musikverkäufe (Land/Region, Auszeichnung, Verkäufe) | Verkäufe |
| ---------------------------- | ---------------------------------------------------------------------- | -------- |
| Australien (ARIA)            | Gold                                                                   | 35.000   |
| Belgien (BRMA)               | Gold                                                                   | 25.000   |
| Frankreich (SNEP)            | Silber                                                                 | 125.000  |
| Vereinigtes Königreich (BPI) | Platin                                                                 | 776.000  |
| Insgesamt                    | 1× Silber · 2× Gold · 1× Platin ·                                      | 961.000  |

### Viva Forever
| Land/Region                  | Auszeichnungen für Musikverkäufe (Land/Region, Auszeichnung, Verkäufe) | Verkäufe  |
| ---------------------------- | ---------------------------------------------------------------------- | --------- |
| Australien (ARIA)            | Platin                                                                 | 70.000    |
| Belgien (BRMA)               | Gold                                                                   | 25.000    |
| Deutschland (BVMI)           | Gold                                                                   | 250.000   |
| Frankreich (SNEP)            | Silber                                                                 | 125.000   |
| Neuseeland (RMNZ)            | Platin                                                                 | 10.000    |
| Schweiz (IFPI)               | Gold                                                                   | 25.000    |
| Schweden (IFPI)              | Gold                                                                   | 15.000    |
| Vereinigtes Königreich (BPI) | Platin                                                                 | 798.000   |
| Insgesamt                    | 1× Silber · 4× Gold · 3× Platin ·                                      | 1.318.000 |

### Goodbye
| Land/Region                  | Auszeichnungen für Musikverkäufe (Land/Region, Auszeichnung, Verkäufe) | Verkäufe  |
| ---------------------------- | ---------------------------------------------------------------------- | --------- |
| Australien (ARIA)            | Platin                                                                 | 70.000    |
| Kanada (MC)                  | 2× Platin                                                              | 200.000   |
| Neuseeland (RMNZ)            | Platin                                                                 | 10.000    |
| Schweden (IFPI)              | Gold                                                                   | 15.000    |
| Vereinigte Staaten (RIAA)    | Gold                                                                   | 500.000   |
| Vereinigtes Königreich (BPI) | Platin                                                                 | 977.000   |
| Insgesamt                    | 2× Gold · 5× Platin ·                                                  | 1.772.000 |

### Holler / Let Love Lead the Way
| Land/Region                  | Auszeichnungen für Musikverkäufe (Land/Region, Auszeichnung, Verkäufe) | Verkäufe |
| ---------------------------- | ---------------------------------------------------------------------- | -------- |
| Australien (ARIA)            | Platin                                                                 | 70.000   |
| Neuseeland (RMNZ)            | Gold                                                                   | 5.000    |
| Vereinigtes Königreich (BPI) | Silber                                                                 | 287.000  |
| Insgesamt                    | 1× Silber · 1× Gold · 1× Platin ·                                      | 362.000  |

## Auszeichnungen nach Videoalben

### One Hour of Girl Power – The Official Video Vol. 1
| Land/Region                  | Auszeichnungen für Musikverkäufe (Land/Region, Auszeichnung, Verkäufe) | Verkäufe |
| ---------------------------- | ---------------------------------------------------------------------- | -------- |
| Kanada (MC)                  | 8× Platin                                                              | 80.000   |
| Vereinigtes Königreich (BPI) | 13× Platin                                                             | 650.000  |
| Insgesamt                    | 21× Platin ·                                                           | 730.000  |

### Girl Power! Live in Istanbul – Plus Girls Talk! The Story So Far… / Girls Talk
| Land/Region                  | Auszeichnungen für Musikverkäufe (Land/Region, Auszeichnung, Verkäufe) | Verkäufe |
| ---------------------------- | ---------------------------------------------------------------------- | -------- |
| Frankreich (SNEP)            | Diamant                                                                | 100.000  |
| Vereinigte Staaten (RIAA)    | Platin                                                                 | 100.000  |
| Vereinigtes Königreich (BPI) | 5× Platin                                                              | 250.000  |
| Insgesamt                    | 6× Platin · 1× Diamant ·                                               | 450.000  |

### Live at Wembley Stadium
| Land/Region                  | Auszeichnungen für Musikverkäufe (Land/Region, Auszeichnung, Verkäufe) | Verkäufe |
| ---------------------------- | ---------------------------------------------------------------------- | -------- |
| Vereinigte Staaten (RIAA)    | Platin                                                                 | 100.000  |
| Vereinigtes Königreich (BPI) | Platin                                                                 | 50.000   |
| Insgesamt                    | 2× Platin ·                                                            | 150.000  |

## Statistik und Quellen
| Land/RegionAuszeichnungen für Musikverkäufe (Land/Region, Auszeichnungen, Verkäufe, Quellen) | Silber     | Gold       | Platin         | Diamant     | Verkäufe     | Quellen                                                                        |
| -------------------------------------------------------------------------------------------- | ---------- | ---------- | -------------- | ----------- | ------------ | ------------------------------------------------------------------------------ |
| Argentinien (CAPIF)                                                                          | —          | —          | Platin1        | —           | 60.000       | Einzelnachweise                                                                |
| Australien (ARIA)                                                                            | —          | 4× Gold4   | 20× Platin20   | —           | 1.540.000    | aria.com.au                                                                    |
| Belgien (BRMA)                                                                               | —          | 7× Gold7   | 6× Platin6     | —           | 475.000      | ultratop.be                                                                    |
| Brasilien (PMB)                                                                              | —          | 2× Gold2   | 3× Platin3     | —           | 880.000      | pro-musicabr.org.br                                                            |
| Chile (IFPI)                                                                                 | —          | —          | 2× Platin2     | —           | 50.000       | Einzelnachweise                                                                |
| Dänemark (IFPI)                                                                              | —          | 2× Gold2   | 6× Platin6     | —           | 175.000      | ifpi.dk                                                                        |
| Deutschland (BVMI)                                                                           | —          | 4× Gold4   | 3× Platin3     | —           | 2.500.000    | musikindustrie.de                                                              |
| Europa (IFPI)                                                                                | —          | —          | 13× Platin13   | —           | (13.000.000) | ifpi.org (Memento vom 10. Oktober 2013 im Internet Archive)                    |
| Finnland (IFPI)                                                                              | —          | —          | 3× Platin3     | —           | 178.482      | ifpi.fi                                                                        |
| Frankreich (SNEP)                                                                            | 4× Silber4 | 4× Gold4   | 2× Platin2     | 3× Diamant3 | 4.300.000    | infodisc.fr snepmusique.com                                                    |
| Hongkong (IFPI/HKRIA)                                                                        | —          | —          | 3× Platin3     | —           | 60.000       | ifpihk.org                                                                     |
| Indien (IMI)                                                                                 | —          | —          | Platin1        | —           | 50.000       | Einzelnachweise                                                                |
| Indonesien (ASIRI)                                                                           | —          | —          | Platin1        | —           | 50.000       | Einzelnachweise                                                                |
| Irland (IRMA)                                                                                | —          | —          | 10× Platin10   | —           | 150.000      | irishcharts.ie                                                                 |
| Island (IFPI)                                                                                | —          | Gold1      | —              | —           | 5.000        | Einzelnachweise                                                                |
| Israel (IFPI)                                                                                | —          | —          | Platin1        | —           | 40.000       | Einzelnachweise                                                                |
| Italien (FIMI)                                                                               | —          | —          | 6× Platin6     | —           | 550.000      | fimi.it                                                                        |
| Japan (RIAJ)                                                                                 | —          | 2× Gold2   | 6× Platin6     | —           | 1.350.000    | riaj.or.jp JP2                                                                 |
| Kanada (MC)                                                                                  | —          | Gold1      | 12× Platin12   | 2× Diamant2 | 2.530.000    | musiccanada.com                                                                |
| Kolumbien (ASINCOL)                                                                          | —          | —          | Platin1        | —           | 50.000       | Einzelnachweise                                                                |
| Malaysia (RIM)                                                                               | —          | —          | 3× Platin3     | —           | 150.000      | Einzelnachweise                                                                |
| Mexiko (AMPROFON)                                                                            | —          | Gold1      | Platin1        | —           | 350.000      | amprofon.com.mx                                                                |
| Neuseeland (RMNZ)                                                                            | —          | 6× Gold6   | 22× Platin22   | —           | 390.000      | aotearoamusiccharts.co.nz [radioscope.co.nz/2024/00/00/album-cert-search/ NZ2] |
| Niederlande (NVPI)                                                                           | —          | 4× Gold4   | 4× Platin4     | —           | 570.000      | nvpi.nl                                                                        |
| Norwegen (IFPI)                                                                              | —          | 2× Gold2   | 4× Platin4     | —           | 190.000      | ifpi.no                                                                        |
| Österreich (IFPI)                                                                            | —          | Gold1      | 2× Platin2     | —           | 125.000      | ifpi.at                                                                        |
| Philippinen (PARI)                                                                           | —          | —          | 4× Platin4     | —           | 160.000      | Einzelnachweise                                                                |
| Polen (ZPAV)                                                                                 | —          | —          | 4× Platin4     | —           | 400.000      | olis.pl                                                                        |
| Portugal (AFP)                                                                               | —          | —          | 2× Platin2     | —           | 80.000       | Einzelnachweise                                                                |
| Schweden (IFPI)                                                                              | —          | 4× Gold4   | 5× Platin5     | —           | 410.000      | sverigetopplistan.se                                                           |
| Schweiz (IFPI)                                                                               | —          | 2× Gold2   | 5× Platin5     | —           | 300.000      | hitparade.ch                                                                   |
| Singapur (RIAS)                                                                              | —          | —          | 4× Platin4     | —           | 60.000       | Einzelnachweise                                                                |
| Spanien (Promusicae)                                                                         | —          | —          | 14× Platin14   | —           | 1.360.000    | elportaldemusica.es                                                            |
| Südafrika (RISA)                                                                             | —          | —          | Platin1        | —           | 50.000       | Einzelnachweise                                                                |
| Südkorea (KMCA)                                                                              | —          | —          | 2× Platin2     | —           | 60.000       | Einzelnachweise                                                                |
| Taiwan (RIT)                                                                                 | —          | —          | 4× Platin4     | —           | 200.000      | Einzelnachweise                                                                |
| Thailand (TECA)                                                                              | —          | —          | 4× Platin4     | —           | 200.000      | Einzelnachweise                                                                |
| Tschechien (IFPI)                                                                            | —          | —          | Platin1        | —           | 50.000       | Einzelnachweise                                                                |
| Türkei (Mü-YAP)                                                                              | —          | —          | Platin1        | —           | 40.000       | Einzelnachweise                                                                |
| Ungarn (MAHASZ)                                                                              | —          | Gold1      | —              | —           | 50.000       | Einzelnachweise                                                                |
| Venezuela (APFV)                                                                             | —          | —          | Platin1        | —           | 20.000       | Einzelnachweise                                                                |
| Vereinigte Staaten (RIAA)                                                                    | —          | 4× Gold4   | 14× Platin14   | —           | 16.000.000   | riaa.com                                                                       |
| Vereinigtes Königreich (BPI)                                                                 | Silber1    | —          | 52× Platin52   | —           | 16.704.000   | bpi.co.uk                                                                      |
| Insgesamt                                                                                    | 5× Silber5 | 52× Gold52 | 254× Platin254 | 5× Diamant5 |              |                                                                                |